# Howl
"Howl" är en dikt skriven av Allen Ginsberg år 1955 och publicerad i hans debutdiktsamling Howl och andra dikter (1956). Dikten anses vara ett av beatgenerationens stora verk vid sidan av Jack Kerouacs På drift (1957) och William S. Burroughs Den nakna lunchen (1959). Howl skrevs inte för att publiceras, men den lästes högt vid en uppläsning på Six Gallery i San Francisco den 7 oktober 1955.
Poeten Lawrence Ferlinghetti bestämde sig därefter för att ge ut den tillsammans med några andra dikter på sitt förlag City Lights Books i San Francisco. I samband med utgivningen åtalades Ferlinghetti och förlagets bokhandelsföreståndare, Shigeyoshi Murao, för spridning av obscen litteratur och båda häktades. Bokens första upplaga konfiskerades.
Året efter, den 3 oktober 1957 fastställde domare Clayton W. Horn att dikten hade ett "försonande socialt värde", vilket gjorde den icke straffbar. Howl skulle bli Beat Generations mest populära dikt.

## Utgåvor av Howl

### Engelska
- Howl and other poems [introduction by William Carlos Williams] (City Lights Books, San Francisco, 1956)
- Howl (1986) En vetenskaplig utgåva redigerad av Barry Miles med ursprungliga utkast i facsimil, andra versioner, med författarens egna kommentarer, samtida brevväxling, redogörelse av första uppläsningstillfället, juridiskt efterspel, bibliografi m.m ISBN 0-06-092611-2

### Svenska
- Tjutet (Howl I), övers. Reidar Ekner, i antologin Helgon & Hetsporrar, poesi från Beat Generation & San Francisco-renässansen (Rabén & Sjögren, 1960), s 41-48
- Howl, övers. Gösta Friberg, i urvalsvolymen Tårgas & Solrosor (FIB:s Lyrikklubb, 1971)
- Howl och andra dikter, övers. Per Planhammar (Bakhåll, 1995)